# پری‌شاهرخ کلاهک‌سیاه
پری‌شاهرخ کلاهک‌سیاه (نام علمی: Icterus prosthemelas) نام یک گونه از سرده پری‌شاهرخ بر جدید است.